# Macrolepiota pulchella
Macrolepiota pulchella är en svampart som beskrevs av de Meijer & Vellinga 2003. Macrolepiota pulchella ingår i släktet Macrolepiota och familjen Agaricaceae.   Inga underarter finns listade i Catalogue of Life.